# スパイキッズ
『スパイキッズ』（Spy Kids）は2001年のアメリカ映画。

## 概要
幼い姉弟の両親が凄腕のスパイで、ピンチであることを知り、ハイテクメカを駆使して両親を救いに向かうという物語。アクション映画であるが、姉弟のバカな失敗や喧嘩が面白おかしく描かれるコメディ映画。また、『007』シリーズをパロディにしている。
子供向け映画で、家族で楽しめるファミリー映画として人気を博し、続編として2002年に『スパイキッズ2 失われた夢の島』と2003年に『スパイキッズ3-D:ゲームオーバー』が制作された。2011年には『スパイキッズ4D:ワールドタイム・ミッション』が公開された。
2007年4月13日の金曜ロードショー内で、DVDでカットされたシーン（ジュニがおもらしをしてしまい、海中の塩分濃度が変わってしまった為に寝ていたサメが目覚めてしまったシーン）が追加収録されたバージョンが放送された。なお、2017年現在において、このシーンはBDおよびDVDには未収録である。

## ストーリー
秀才のカルメンと弱虫のジュニのコルテス姉弟は、自分達のダサい両親が実は元々超一流のスパイであったことを知る。二人は両親が隠れ家に残した手がかりと最新のスパイ・ツールを駆使し、何者かに攫われた両親の救出に向かう。その裏では、かわいらしい子供の姿に超人的な戦闘能力と頭脳を持ち合わせたアンドロイド『スパイ・キッズ』を大量生産し世界征服を目論む計画が進行していた。

## キャスト
| 役名                     | 俳優                        | 日本語吹替                      | 日本語吹替 |
| 役名                     | 俳優                        | 劇場公開版                      | 機内上映版 |
| ------------------------ | --------------------------- | ------------------------------- | ---------- |
| グレゴリオ・コルテス     | アントニオ・バンデラス      | 大塚明夫                        | 小山力也   |
| イングリッド・コルテス   | カーラ・グギノ              | 高乃麗                          | 湯屋敦子   |
| カルメン・コルテス       | アレクサ・ヴェガ            | 清水理沙                        | 西村ちなみ |
| ジュニ・コルテス         | ダリル・サバラ              | 常盤祐貴                        | 瀧本富士子 |
| フループ                 | アラン・カミング            | 小堺一機                        | 高木渉     |
| イサドール・マチェーテ   | ダニー・トレホ              | 廣田行生                        | 廣田行生   |
| デブリン                 | ジョージ・クルーニー        | 小山力也                        | 石塚運昇   |
| ダナゴン・ギグルス       | マイク・ジャッジ            | 金尾哲夫                        |            |
| ミスター・リスプ         | ロバート・パトリック        | 増谷康紀                        | 横島亘     |
| アレクサンダー・ミニオン | トニー・シャルーブ          | 岩崎ひろし                      | 佐々木梅治 |
| フェリックス・ガム       | チーチ・マリン              | 楠見尚己                        | 辻親八     |
| ミセス・グラデンコ       | テリー・ハッチャー          | 日野由利加                      | はやみけい |
| ブラット                 | アンディー・W・ボズリー     | 水間真紀                        |            |
| ブラットの父             | ジェフリー・J・ダッシュノー | 長嶝高士                        |            |
| コンピューター#1         |                             | 重松朋                          |            |
| コンピューター#2         |                             | 高森奈緒                        |            |
| TV男                     |                             | 小森創介                        |            |
|                          |                             |                                 |            |
| 演出                     | 演出                        | 岩浪美和                        |            |
| 翻訳                     | 翻訳                        | 前田美由紀                      |            |
| 製作                     | 製作                        | アスミック・エース ACクリエイト |            |

- 劇場公開版吹替 - VHS・DVD・BD収録。
- 機内上映版吹替 - NetflixやHulu、U-NEXT、dビデオでオンデマンド配信。